# Have Mercy (Metal-Band)
Have Mercy war eine US-amerikanische Speed- und Thrash-Metal-Band aus Baltimore, Maryland, die 1983 gegründet wurde und sich 1988 auflöste.

## Geschichte
Die Gründung der Band begann Ende 1983 mit einer lokalen Zeitungsanzeige des Schlagzeugers John Knoerlein und des Gitarristen Mike Guilta, die damit nach einem Bassisten suchten. Daraufhin meldete sich Rob Michael bei den beiden, wodurch sich die Band auf ein Trio ausweitete. Kurz darauf verließ Guilta jedoch die Gruppe. Für ihn wurden gleich zwei Gitarristen, nämlich Tom Maxwell und Nick Ellingson, in die Band geholt. Außerdem kam John Gontrum als Sänger dazu. Nach nur zwei Auftritten wurde er jedoch durch Sean Zellers ersetzt. In dieser Besetzung wurde Mitte 1984 ein erstes Pleading for Mercy betiteltes Demo eingespielt, ehe auch Zellers nach drei Auftritten die Formation verließ. Die Musiker entschieden sich daraufhin, das Demo nicht zu veröffentlichen und es stattdessen mit Lee Dayton als Sänger neu einzuspielen. Dayton verblieb vier Konzerte lang in der Gruppe, dann nahm Lonnie Fletcher seinen Posten ein. Im März 1985 stieg Ellingson aus, woraufhin John Brenner ihn ersetzte. In dieser Besetzung wurde Mitte 1985 das zweite Demo Mass Destruction aufgenommen. Metal Blade Records wurde nun auf die Gruppe aufmerksam und veröffentlichte daraufhin das Lied The Omen auf dem Sampler Metal Massacre VII. Der Gitarrist Brenner verließ die Band im November, woraufhin Ellingson zurückkehrte und die Band einen Plattenvertrag bei Combat Records unterzeichnete. Das Label plante ursprünglich Mass Destruction als EP wiederzuöffentlichen, jedoch entschied sich die Band dazu, komplett neues Material einzuspielen, woraufhin im April 1986 die EP Armageddon Descends als Teil der Boot-Camp-Serie von Combat Records erschien. Kurz nach der Veröffentlichung entschied sich der Schlagzeuger Knoerlein für seinen Ausstieg, sodass mit John Grden im August ein neuer Schlagzeuger engagiert wurde. Gegen Ende des Jahres verkündete Ellingson erneut sein Ausscheiden, woraufhin Dave Brenner, der wie Grden ebenfalls bei Blitzkrieg tätig war, hinzukam. 1987 entschied sich Maxwell die Band für einen längeren Zeitraum zu verlassen. Während der Fahrt zu einem Auftritt in New York verunfallte die Band außerdem mit ihrem Van, wobei sich die Mitglieder verletzten. Besonders Rob Michael verletzte sich schwer am Genick, wodurch er für längere Zeit ausfiel. Als sich die Mitglieder wieder erholt hatten, hatte Fletcher die Band verlassen, woraufhin Rob Michael den Gesang übernahm. Mit John King als Gitarristen setzte die Band ihre Live-Aktivität als Trio fort. Es wurde ein neues Demo aufgenommen, bei dem das ehemalige Mitglied Nick Ellingson als Produzent fungierte. Combat Records verweigerte jedoch eine Vertragsverlängerung. Gegen Ende des Jahres kehrte Maxwell zur Band zurück. 1988 stieß der Sänger Al Carr zu dem Quartett bestehend aus Michael, Maxwell, Brenner und Grden. Nach nur einem Auftritt, im April als Vorgruppe für Whiplash, stieg Carr wieder aus. Das Demo Morbid Reality, das inzwischen aufgenommen worden war, wurde daraufhin mit Michael als Sänger neu aufgenommen. Da sich jedoch kein Label trotz des Demos interessiert zeigte, löste sich die Band auf. 1999 veröffentlichte Century Media die Boot-Camp-Serie als Kompilation, in der auch Have Mercys Beitrag enthalten ist. 2004 erschien über Stormbringer Productions mit The Years of Mery eine Kompilation aller vier Demos. Am 4. Juni 2015 verstarb John Grden. In ihrer Karriere hat die Band unter anderem auch eine Tour entlang der Ostküste der Vereinigten Staaten mit Agent Steel abgehalten.

## Stil
Eduardo Rivadavia von Allmusic bezeichnete Have Mercy als frühe Thrash-Metal-Band. Im Metal Hammer wurde in der Newcomer-Sektion festgestellt, dass Mass Destruction „von absoluten Speedpassagen bis hin zu schwerfälligen Parts“ reicht. Uwe Lerch vom Rock Hard stellte in seiner Rezension zu Armageddon Descends fest, dass hierauf mittelschneller US-Speed-Metal zu hören ist, der durch Gesang im Stil von King Diamond geprägt werde. thethrashmetalguide.com merkte an, dass es sich bei der EP um eine der frühesten US-Werke des technisch anspruchsvollen Thrash Metals handelt. Die Musik sei intensiv, aber nicht zu schnell, und der Gesang hoch und komme nahe an den von John Cyriis von Agent Steel heran. Insgesamt könne man die EP musikalisch mit dem Agent-Steel-Album Unstoppable Force oder der Band Ulysses Siren vergleichen. Der Einfluss der EP sei später nicht nur auf Agent Steels Unstoppable Force, sondern auch auf Nosferatu von Helstar, Lost von Berzerker, Burn to My Touch von Liege Lord, Twisted into Form von Forbidden und Wargasms Why Play Around? hörbar. Das erste Demo biete eine Mischung aus Power- und Speed-Metal im Stil von Jag Panzer und dem Debütalbum von Nasty Savage. Mass Destruction sei eine ähnliche Mischung aus Power- und Speed-Metal, mit ausdrucksstärkerem und emotionalerem Gesang, der öfter in höhere Gefilde reiche. Gelegentlich seien Gemeinsamkeiten zu frühen Fates Warning oder Manilla Road hörbar. Morbid Reality sei aggressiver als das Vorgängermaterial und biete technisch anspruchsvollen Thrash Metal mit Gemeinsamkeiten zu Toxik und Coroner.

## Diskografie
- 1984: Pleading for Mercy (Demo, Eigenveröffentlichung)
- 1985: Mass Destruction (Demo, Eigenveröffentlichung)
- 1985: Have Mercy Live Recordings (VHS, Eigenveröffentlichung)
- 1986: Armageddon Descends (EP, Combat Records)
- 1987: Combat Boot Camp (Split mit Napalm und Powermad, Combat Records)
- 1987: Demo 1987 (Demo, Eigenveröffentlichung)
- 1988: Morbid Reality (Demo, Eigenveröffentlichung)
- 2004: The Years of Mercy (Kompilation, Stormbringer Productions)